# Concierto para piano (Tower)
El Concierto para piano (Homenaje a Beethoven) es el primer concierto para piano de la compositora estadounidense Joan Tower. La obra fue encargada por la Filarmónica del Valle de Hudson, la Orquesta de Cámara Saint Paul y la Filarmónica Virtuosi con una beca del Fondo Nacional de las Artes. Su estreno mundial corrió a cargo de la pianista Jacquelyn M. Helin y la Filarmónica del Hudson Valley dirigida por Imre Palló el 31 de enero de 1986. La música contiene numerosas alusiones a la música de Ludwig van Beethoven, a cuya memoria está dedicada.

## Composición
El concierto tiene una duración de interpretación aproximada de 21 minutos y está escrito en un movimiento continuo dividido en tres secciones, cada una de las cuales hace referencia a una sonata de Beethoven. La primera sección se inspiró en la Sonata para piano n.° 17, op. 31, La tempestad, sobre la que Tower quedó impresionada por "su inusual (incluso para Beethoven) alternancia de ritmo lento y rápido". La segunda sección incluye una cadencia que cita la Sonata para piano n.° 32, op. 111, última sonata para piano de Beethoven. La cadencia para piano de la sección final contiene un tema tomado del tercer movimiento de la Sonata para piano n.° 21, op. 53, Waldstein.

### Instrumentación
La obra está compuesta para piano solo y orquesta integrada por dos flautas (2º flautín), oboe, dos clarinetes (2º clarinete bajo), fagot, dos trompas en fa, dos trompetas, trombón bajo, dos percusionistas y cuerdas.

## Recepción
Al hacer una reseña del estreno mundial, el crítico musical Bernard Holland de The New York Times vio la pieza de manera bastante desfavorable y comentó: "El concierto de Miss Tower se eleva sobre la cresta de una nueva ola de compositores curiosamente tranquila: esta vanguardista soñolienta que parece haber miró profundamente a los ojos del futuro y no encontró nada en absoluto." Holland continúa:
De hecho, casi todos los dispositivos armónicos, todos los giros melódicos o figuras rítmicas aquí se remontan a algo que ya conocemos. La señorita Tower, además, parecía interesada principalmente en preservar la familiaridad, no en hacer cosas nuevas a partir de ella. Escuchar las alusiones beethovenianas de este concierto, sus pequeños estallidos de repetición minimalista, su metodología de tono completo, sus cálidos efectos de percusión, todos pegados suavemente uno a otro, fue un poco como entrar en una nueva casa brillante de dos niveles que ha sido repleto de antigüedades. Uno no puede decidir si está experimentando el pasado, el presente o realmente algo en absoluto.